# Баранов, Ипполит Гаврилович
Ипполит Гаврилович Баранов (30 января [11 февраля] 1886, Большое Кривинское, Тобольская губерния — 1 февраля 1972, Алма-Ата) — советский и российский учёный-востоковед, переводчик, приват-доцент юридического факультета Педагогического института в Харбине. В эмиграции — преподаватель китайского языка и экономической географии Маньчжурии в Северо-Маньчжурском университете (1938—1945). Заведующий кафедрой китайского языка Харбинского политехнического института (1946—1955).

## Биография
Ипполит Баранов родился 30 января (11 февраля) 1886 года в селе Кривинском Кривинской волости Курганского округа Тобольской губернии, ныне деревня Большое Кривинское входит в Макушинский муниципальный округ Курганской области.
Окончил Тобольское духовное училище. В августе 1900 года поступил в Тобольскую духовную семинарию, которую окончил по 1-му разряду в июне 1906 года. Продолжил обучение на юридическом факультете Императорского Томского университета и одновременно служил в одном из учреждений. Студент Баранов был вынужден отказаться от сдачи семестровых экзаменов. 17 (30) сентября 1907 года поступил на китайско-маньчжурское отделение Восточного института, который окончил по 1-му разряду в мае 1911 года.
После окончания Восточного института Ипполит Баранов уехал в Харбин, в котором жил и работал до 1958 года. С декабря 1911 года по август 1912 года был переводчиком с китайского языка при Главной бухгалтерии Управления Китайско-Восточной железной дороги (КВЖД) в Харбине; с 1924 по 1931 год служил агентом Экономического Управления КВЖД.
С 1914 по 1915 год Ипполит Баранов преподавал в Харбинской Торговой школе коммерческую географию. Также долгое время преподавал китайский язык, географию и экономическую географию в Торговой школе, вёл курс краеведения в Харбинском педагогическом институте.
Вице-председатель Общества русских ориенталистов и соредактор журнала «Вестник Азии» (с 1921 года, №№ 48—52). Приват-доцент Харбинского юридического факультета. Читал лекции и принимал экзамены по китайскому языку, литературе, этнографии и истории культуры Китая.
После установления в 1924 году дипломатических отношений между СССР и Китаем КВЖД перешла в совместное советско-китайское управление. Китайское правительство, сознавая нужду в квалифицированных специалистах, пошло навстречу русским харбинцам и предоставило им возможность получить китайское подданство. Баранов был среди тех, кто получил китайское подданство.
Преподаватель китайского языка и экономической географии Маньчжурии в Северо-Маньчжурском университете (1938—1945). Заведующий Русским отделом в Харбинском железнодорожном институте (1939—1945). В 1946—1955 годах работал заведующим кафедрой китайского языка в Харбинском политехническом институте.
В 1945 году в Китай пришла Рабоче-крестьянская Красная Армия, и жизнь многих российских эмигрантов сильно изменилась, в том числе это коснулось и российских востоковедов. Часть востоковедов была арестована за сотрудничество с японскими властями. Часть же примкнула к Советской армии, которая пришла в Маньчжурию, пополнив штат военных переводчиков. Среди примкнувших к Советской армии был и Ипполит Гаврилович Баранов.
В 1958 году Баранов переехал из Китая в Алма-Ату, где стал преподавать китайский язык группе аспирантов Академии наук Казахской ССР. Прожил в городе до самой смерти.
Скончался 1 февраля 1972 года в городе Алма-Ате Казахской ССР, похоронен на кладбище на проспекте Рыскулова.

## Семья
- Брат — Баранов Леонид Гаврилович
- Сестра — Баранова-Попова Глафира Гавриловна (род. 25.04.1887), её муж – Попов Григорий Яковлевич (род. 25.01.1882)
- Жена — Баранова Варвара Адриановна (род. 27.11.1885)[6].
  - Сын — Баранов Андрей Ипполитович (род. 17.10.1917)
  - Дочь — Баранова Ариадна Ипполитовна (род. 21.09.1922)